# Groß Schacksdorf-Simmersdorf
Groß Schacksdorf-Simmersdorf (niedersorbisch Tśěšojce-Žymjerojce) ist eine Gemeinde im Landkreis Spree-Neiße in Brandenburg (Deutschland). Sie wird vom Amt Döbern-Land verwaltet, das seinen Sitz in der Stadt Döbern hat.

## Geografie
Die Gemeinde liegt im Südosten des Landes Brandenburg in der Niederlausitz an der Grenze zu Polen, etwa 5 km südlich der Kreisstadt Forst (Lausitz) im historischen, jedoch nicht im amtlichen Siedlungsgebiet der Sorben/Wenden. Groß Schacksdorf ist umgeben von 23 Teichen, in deren Umgebung sich eine reichhaltige Tierwelt angesiedelt hat.
Südlich von Groß Schacksdorf befindet sich der Flugplatz Preschen. Der Zugang zu diesem ehemaligen Militärflugplatz erfolgt über den Ortsteil Groß Schacksdorf-Ost, die ehemalige NVA-Wohnsiedlung.

## Gemeindegliederung
Die Gemeinde Groß Schacksdorf-Simmersdorf gliedert sich in die folgenden Ortsteile und bewohnte Gemeindeteile:
- Groß Schacksdorf (Tśěšojce) mit dem Gemeindeteil Waldsiedlung (bis 2012[3] Schacksdorf-Ost)
- Simmersdorf (Žymjerojce) mit dem Gemeindeteil Simmersdorf-Siedlung

## Geschichte
Groß Schacksdorf und Simmersdorf gehörten seit 1816 zum Kreis Sorau (ab 1939 Landkreis Sorau (Lausitz)) in der preußischen Provinz Brandenburg. Nach der Festlegung der Oder-Neiße-Grenze wurde der Landkreis Sorau geteilt, der in der Sowjetischen Besatzungszone verbliebene Teil wurde am 1. April 1946 in den Landkreis Spremberg (Lausitz) eingegliedert. Seit der DDR-Kreisreform vom 25. Juli 1952 lagen Groß Schacksdorf und Simmersdorf im Kreis Forst im Bezirk Cottbus und nach der Wiedervereinigung im Landkreis Forst in Brandenburg, der am 6. Dezember 1993 im Landkreis Spree-Neiße aufging. 1992 schlossen sich beide Gemeinden zur Erledigung ihrer Verwaltungsgeschäfte dem Amt Hornow/Simmersdorf an.
Am 31. Dezember 2001 erfolgte der freiwillige Zusammenschluss der bis dahin selbstständigen Gemeinde Groß Schacksdorf und Simmersdorf. Nach der Unterschreitung der erforderlichen Mindesteinwohnerzahl von 5000 wurde das Amt Hornow/Simmersdorf am 5. März 2003 aufgelöst, die Verwaltungsaufgaben für die Gemeinde Groß Schacksdorf-Simmersdorf übernimmt seitdem das Amt Döbern-Land.
Seit 2012 bekundete die Stadt Forst (Lausitz) das Interesse an einer Eingliederung der Gemeinde Groß Schacksdorf-Simmersdorf, was von den Einwohnern der Gemeinde im August 2014 in einem Bürgerentscheid mit großer Mehrheit abgelehnt wurde.

## Bevölkerungsentwicklung
| Jahr | Groß Schacksdorf | Simmersdorf |      | Jahr  | Groß Schacksdorf- Simmersdorf |
| ---- | ---------------- | ----------- | ---- | ----- | ----------------------------- |
| 1875 | 0 562            | 197         | 2001 | 1 386 |                               |
| 1910 | 0 513            | 306         | 2005 | 1 109 |                               |
| 1939 | 0 434            | 379         | 2010 | 1 070 |                               |
| 1946 | 0 567            | 414         | 2015 | 1 233 |                               |
| 1950 | 0 571            | 419         | 2020 | 0 892 |                               |
| 1971 | 1 287            | 355         | 2021 | 0 877 |                               |
| 1990 | 1 445            | 291         | 2022 | 0 813 |                               |
| 1995 | 1 221            | 303         | 2023 | 0 759 |                               |
| 2000 | 1 153            | 321         | 2024 | 0 725 |                               |

Gebietsstand des jeweiligen Jahres, Einwohnerzahl: Stand 31. Dezember (ab 1991), ab 2011 auf Basis des Zensus 2011, ab 2022 auf Basis des Zensus 2022
Die seit 2010 stark schwankende Einwohnerzahl ist auf die zeitweilige Unterbringung von Flüchtlingen zurückzuführen.

## Politik

### Gemeindevertretung
Die Gemeindevertretung von Groß Schacksdorf-Simmersdorf besteht aus zehn Gemeindevertretern und der ehrenamtlichen Bürgermeisterin. Die Kommunalwahl am 9. Juni 2024 führte bei einer Wahlbeteiligung von 74,2 % zu folgendem Ergebnis:
| Partei / Wählergruppe                                      | Stimmenanteil | Sitze |
| ---------------------------------------------------------- | ------------- | ----- |
| Unabhängige Wählergemeinschaft Spree-Neiße                 | 33,3 %        | 3     |
| AfD                                                        | 17,2 %        | 2     |
| Wählergruppe Traditionsfreunde                             | 13,3 %        | 1     |
| Wählergruppe Brandschutzfreunde                            | 12,8 %        | 1     |
| Einzelbewerberin Madeleine Chollee                         | 07,3 %        | 1     |
| Wählergruppe Aktive Schlepperfreunde Groß Schacksdorf      | 05,2 %        | 1     |
| Wählergruppe Siedlergemeinschaft                           | 05,2 %        | 1     |
| Wählergruppe Aktive Sportsfreunde des TSV Groß Schacksdorf | 05,1 %        | –     |
| Einzelbewerber Dietmar Czerwinski                          | 00,6 %        | –     |

Die AfD war mit nur einem Kandidaten angetreten, daher bleibt ein Platz in der Gemeindevertretung unbesetzt.

### Bürgermeister
- 2003–2024: Wolfgang Katzula[9]
- seit 2024: Kirsten Schütz

Schütz wurde in der Bürgermeisterwahl am 9. Juni 2024 mit 58,7 % der gültigen Stimmen für eine Amtszeit von fünf Jahren gewählt.

## Sehenswürdigkeiten

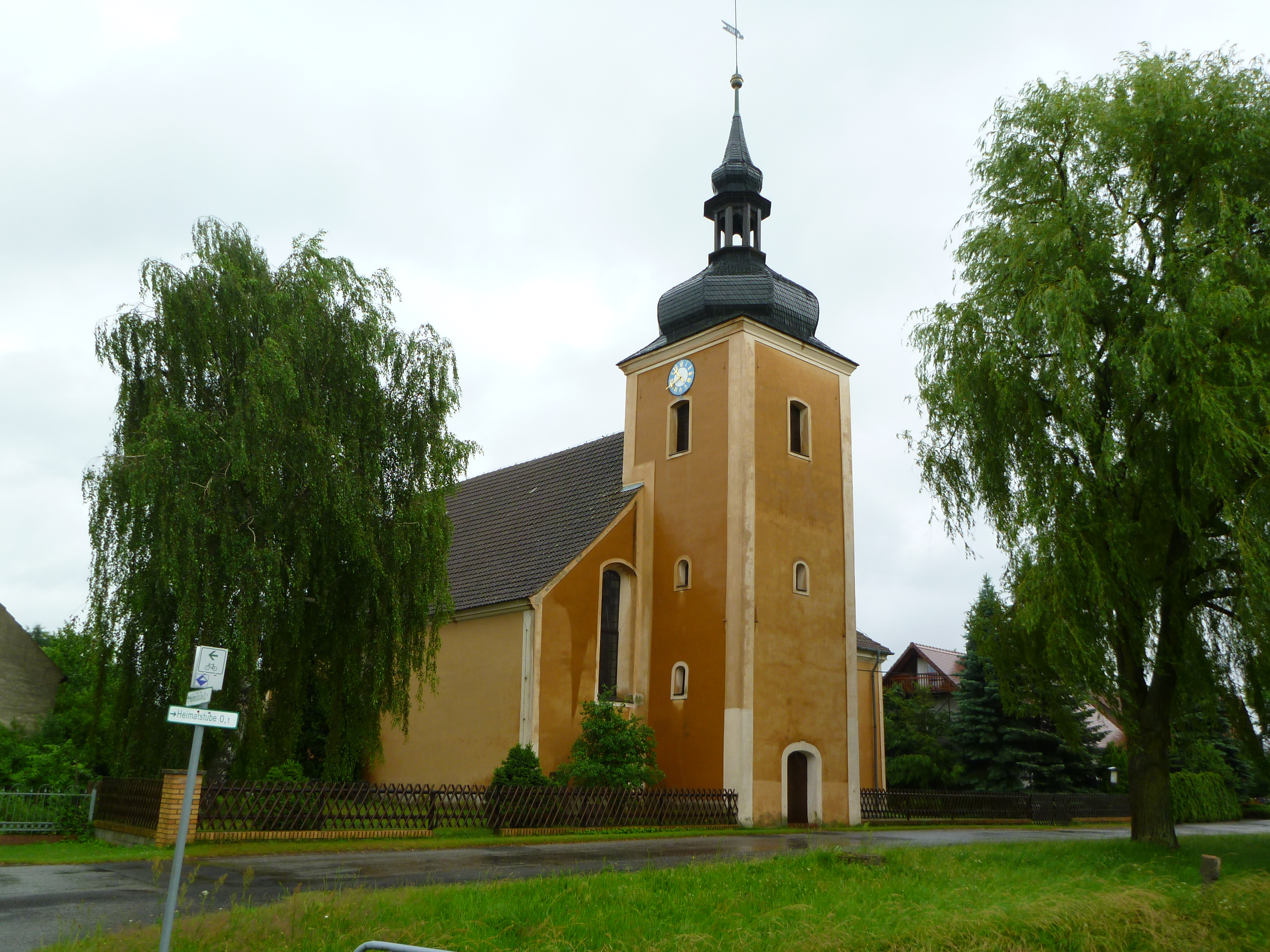
Kirche Groß Schacksdorf

- Schloss Groß Schacksdorf, erbaut im 18. Jahrhundert
- Dorfkirche Groß Schacksdorf, spätgotischer Feldsteinbau aus dem 14./15. Jahrhundert

siehe auch: Liste der Baudenkmale in Groß Schacksdorf-Simmersdorf und Liste der Bodendenkmale in Groß Schacksdorf-Simmersdorf

## Verkehr
Groß Schacksdorf-Simmersdorf liegt an der Bundesstraße 115 zwischen Forst (Lausitz) und Döbern. Die Autobahn A 15 (Dreieck Spreewald–polnische Grenze) verläuft durch das Gemeindegebiet. Die Anschlussstelle Forst liegt in unmittelbarer Nähe der Gemeinde.
Der Bahnhof Simmersdorf lag an der Bahnstrecke Weißwasser–Forst, auf welcher der Personenverkehr 1996 eingestellt wurde.

## Persönlichkeiten
- Christoph Gabriel Fabricius (1684–1757), geboren in Tzschacksdorf, lutherischer Theologe
- Heinrich Sigismund von der Heyde (1703–1765), geboren in Tzschacksdorf, Offizier und Festungskommandant
- Paul Thumann (1834–1908), geboren in  Groß-Tzschacksdorf, Illustrator und Porträtmaler
- Max Bär (1855–1928), geboren in  Groß-Tzschacksdorf, Historiker